# Raffael (Fußballspieler)
Raffael, mit vollständigem Namen Raffael Caetano de Araújo (* 28. März 1985 in Fortaleza), ist ein brasilianischer Fußballspieler, der auch die deutsche Staatsangehörigkeit besitzt.
Während seiner Karriere spielte er unter anderem in der Schweiz beim FC Chiasso sowie beim FC Zürich und in Deutschland bei Hertha BSC, beim FC Schalke 04 (auf Leihbasis) und bei Borussia Mönchengladbach. Er spielte außerdem noch in der Ukraine sowie in der Slowakei.

## Vereine

### Brasilien
Raffael spielte als Jugendlicher hauptsächlich Futsal. Seine Karriere im Fußball begann 1997 bei EC Vitória in Salvador da Bahia. Im Jahr 2001 schloss sich der beidfüßige offensive Mittelfeldspieler CA Juventus São Paulo an, für deren erste Mannschaft er bis 2003 spielte.

### Europa

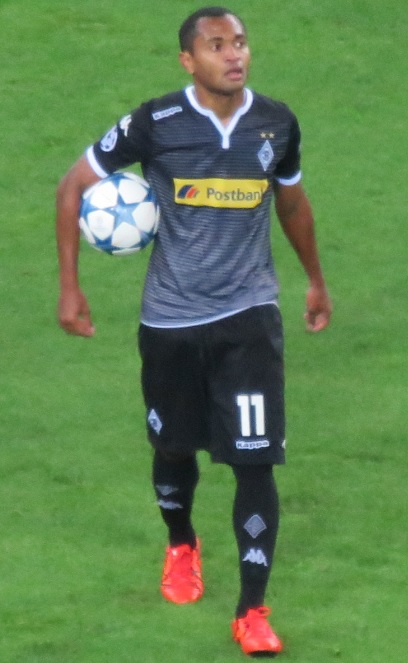
Raffael im Trikot von Borussia Mönchengladbach

#### FC Chiasso und der FC Zürich
2003 wechselte Raffael in die Schweiz, wo er bis 2005 beim FC Chiasso spielte. Sein Debüt im europäischen Vereinsfußball war am 18. Juli 2003 beim 3:0-Sieg in der Challenge League gegen den FC La Chaux-de-Fonds, wo ihm in der 76. Minute mit dem Treffer zum 2:0 prompt sein erstes Tor gelang. Raffael kam in seiner ersten Saison beim FC Chiasso regelmäßig zum Einsatz und spielte in den meisten Fällen auch durch. In 29 Spielen gelangen ihm dabei 15 Tore. Auch in der Folgesaison spielte Raffael viel und erneut war er treffsicher (erneut 15 Tore, nun in 32 Spielen).
Im Sommer 2005 unterschrieb er in der Super League beim FC Zürich. Dort setzte ihn Trainer Lucien Favre in seiner ersten Saison nur bei Heimspielen von Beginn an ein, da er auswärts nicht in Favres Defensiv-System passte. Vor dem Super-League-Spiel gegen den FC St. Gallen 2006 erschien der damals 21-jährige Spieler nicht zur Team-Versammlung und blieb zehn Tage lang verschwunden. Der FCZ glaubte an eine Entführung und erstattete Vermisstenanzeige. Später stellte sich heraus, dass er von Spielervermittlern aus Brasilien vom Klub abgeschottet wurde, weil diese seinen Marktwert in die Höhe treiben wollten. In Zürich erkämpfte sich Raffael in seiner ersten Saison beim FCZ schnell einen Platz in der Stammelf und war mit 14 Toren in 31 Spielen treffsicher, wobei er zwischenzeitlich in fünf Partien nicht Teil des Spieltagskaders war. Besagte 14 Saisontreffer sowie 12 Torvorlagen trugen zum Gewinn der Schweizer Meisterschaft 2006 bei. Der Meistertitel wurde in der Saison 2006/07 erfolgreich verteidigt und Raffael, der weiterhin Teil der Stammformation war, trug mit 12 Toren zum abermaligen Titelgewinn in der Liga bei. Auch in der Folge war er weiterhin Torjäger; er blieb noch bis zum Jahreswechsel 2007/2008 beim FC Zürich und erzielte 12 Tore in 15 Spielen, um daraufhin den Verein zu verlassen.

#### Hertha BSC
Ab der Rückrunde der Saison 2007/08 spielte Raffael beim Bundesligisten Hertha BSC und folgte dort seinem Trainer Lucien Favre nach. Er erkämpfte sich in Berlin schnell einen Platz in der Stammelf und kam in seinem ersten halben Jahr in der höchsten deutschen Spielklasse überwiegend als rechter Außenstürmer zum Einsatz. Hertha BSC wurde zum Saisonende Neunter – Raffael erzielte vier Tore und gab sechs Vorlagen –, qualifizierte sich allerdings dank der Fair-Play-Wertung der UEFA für den UEFA-Pokal. Dort setzte sich die Alte Dame in der ersten Qualifikationsrunde gegen Nistru Otaci und in der zweiten Qualifikationsrunde gegen Interblock Ljubljana durch, um dann in der ersten Runde St. Patricks Athletic rauszuwerfen; in der Gruppenphase war dann Endstation. In der Liga standen die Herthaner zwischenzeitlich auf einem Champions-League-Platz, belegten zum Saisonende allerdings lediglich den vierten Platz und qualifizierten sich somit für die neugegründete UEFA Europa League. Raffael hatte sich dabei in der Stammelf etabliert und verpasste nur ein Saisonspiel. Eingesetzt als linker oder rechter Außenstürmer, als offensiver oder rechter Mittelfeldspieler, als Mittelstürmer oder als hängende Spitze, schoss er sechs Tore und gab fünf Vorlagen. In der Saison 2009/10 erreichte Hertha BSC in der Europa League das Sechzehntelfinale und schied dort gegen Benfica Lissabon aus. In der Liga konnte der Verein nicht an die Vorsaison anknüpfen und stieg sogar aus der Bundesliga ab. Vier Vorlagen und sieben Tore von Raffael konnten den Gang in die Zweitklassigkeit nicht verhindern.
Raffael blieb dem Verein treu und gehörte in der Zweitliga-Saison 2010/11 weiterhin zur Stammelf der Berliner, wobei er in der Rückrunde manchmal als Einwechselspieler zum Einsatz kam. Mit 10 Toren und 6 Vorlagen trug er zur sofortigen Bundesliga-Rückkehr der Alten Dame bei. In der Saison 2011/12 war Hertha BSC am 15. Spieltag noch auf dem neunten Tabellenplatz, rutschte allerdings in der Folgezeit ab und belegte bis einschließlich dem 33. Spieltag sogar einen Abstiegsplatz. Mit einem 3:1-Sieg am letzten Spieltag gegen die TSG 1899 Hoffenheim errang der Verein aus der deutschen Hauptstadt den 16. Platz und qualifizierte sich somit für die Relegationsspiele gegen den Zweitligisten Fortuna Düsseldorf, konnte dort allerdings nicht den Abstieg verhindern. Raffael, der 6 Tore erzielte und 9 Tore vorbereitete, verließ daraufhin den Verein.

#### Über Dynamo Kiew zum FC Schalke 04
Im Sommer 2012 folgte ein kurzes Intermezzo in der Ukraine bei Dynamo Kiew, wo er trotz eines Vierjahres-Vertrags bereits in der Winterpause 2012/13 für den Rest der Spielzeit an den FC Schalke 04 mit Kaufoption ausgeliehen wurde. Mit Dynamo Kiew spielte Raffael in der Gruppenphase der UEFA Champions League, kam allerdings dort zu lediglich zwei Einsätzen. In der Liga spielte er zunächst regelmäßig, allerdings häufiger als Einwechselspieler und ab Ende Oktober gehörte er nicht mehr dem Spieltagskader an. Sein Debüt im „königsblauen Dress“ gab er am 18. Januar 2013 (18. Spieltag) beim 5:4-Sieg im Heimspiel gegen Hannover 96, als er kurz vor Schluss für Lewis Holtby eingewechselt wurde. Am 30. März 2013 schoss er beim Heimspiel gegen die TSG 1899 Hoffenheim sein erstes von zwei Toren für die Gelsenkirchener. Raffael kam – eingesetzt auf verschiedenen Positionen in der Offensive – zu 16 Einsätzen, war dabei lange Zeit Einwechselspieler, ehe er in der Endphase der Saison zur ersten Wahl aufstieg.

#### Sieben Jahre Borussia Mönchengladbach
Zur Saison 2013/2014 wechselte Raffael mit einer Vertragslaufzeit bis zum 30. Juli 2017 zu Borussia Mönchengladbach. Hier wurde Lucien Favre nach der gemeinsamen Zeit in Zürich und Berlin zum dritten Mal sein Trainer. Sein Debüt für Mönchengladbach feierte er am ersten Spieltag bei der 1:3-Niederlage gegen den FC Bayern München, bei der er in der Startelf stand. Raffael erkämpfte sich einen Platz in der Stammelf und wurde dabei in seiner ersten Saison am Niederrhein in der Hinrunde hauptsächlich als Mittelstürmer eingesetzt, während er in der Rückrunde dann als hängende Spitze zum Einsatz kam; er verpasste kein Spiel und trug mit 14 Toren sowie 8 Vorlagen zur Qualifikation zur UEFA Europa League bei. Dort erreichte Borussia Mönchengladbach das Sechzehntelfinale und schied dort gegen den FC Sevilla aus. In der Liga gelang es Raffael in der Saison 2014/15, der nun hauptsächlich als hängende Spitze eingesetzt wurde, mit seinem Verein, sich für die Champions League zu qualifizieren. In dieser Saison erzielte er 12 Tore – darunter ein Doppelpack beim 2:0-Auswärtssieg gegen den FC Bayern München – und gab zwei Vorlagen. In der „Königsklasse“ schied Borussia Mönchengladbach nach der Gruppenphase aus, allerdings konnte sich der Verein in der Saison 2015/16 erneut für die „CL“ qualifizieren, wenn auch nur für die Qualifikation. Die „Fohlenelf“ setzte sich in den Play-offs gegen den BSC Young Boys durch und qualifizierte sich somit für die Gruppenphase, wo man als Dritter zwar ausschied, allerdings in der Europa League „überwinterte“. Borussia Mönchengladbach setzte sich im Sechzehntelfinale gegen den AC Florenz durch, schied allerdings im bundesligainternen Duell im Achtelfinale gegen den FC Schalke 04 aufgrund der Auswärtstorregel aus. In der Liga war Raffael sowohl in der Saison 2015/16 als auch in der Saison 2016/17 gesetzt, allerdings musste er in zweiterer häufiger verletzt pausieren. Borussia Mönchengladbach verpasste zum Ende der Spielzeit 2016/17 die Teilnahme am internationalen Geschäft.
Auch in der Saison 2017/18 wurde die Qualifikation für den europäischen Wettbewerb verpasst. Raffael erzielte dabei 9 Tore und gab 2 Vorlagen, wobei er zwischenzeitlich wegen einer Wadenverhärtung ausfiel. In der Spielzeit 2018/09 fiel er häufiger verletzungsbedingt aus, in der darauffolgenden Saison verlor er seinen Stammplatz.
Sein Vertrag in Mönchengladbach lief bis 2020. Sein letztes Pflichtspiel für die Borussia bestritt Raffael am 27. Juni 2020 im Heimspiel gegen seinen ehemaligen Verein Hertha BSC, als er kurz vor Schluss für Lars Stindl eingewechselt wurde. Von diesem übernahm er auch die Kapitänsbinde, sodass er zum Abschied die Qualifikation zur Champions League als Spielführer feierte.

#### Karriereausklang in der Slowakei
In der Saison 2020/21 blieb Raffael ohne Verein und hielt sich mit individuellem Training fit. Am 19. Oktober 2021 wechselte er zum slowakischen Erstligisten FK Pohronie und unterschrieb dort einen Vertrag bis zum 30. Juni 2022. Er kam allerdings zu lediglich drei Einsätzen und in der Winterpause der Saison 2021/22 folgte die Vertragsauflösung. Raffael beendete später seine aktive Karriere.

## Nach der Spielerkarriere
Raffael gab am 20. März 2023 bekannt, künftig Spielerberater zu werden.
Zudem spielt er aktuell (Stand Juni 2024) bei Ay-Yildiz Spor Hückelhoven in der Kreisliga A (Kreis Heinsberg).

## Erfolge
- Schweizer Meister: 2006, 2007 (mit dem FC Zürich)
- Meister der 2. Bundesliga: 2011 (mit Hertha BSC)

## Sonstiges
Raffaels etwas jüngerer Bruder Ronny spielte vom 17. September 2010 bis zum 31. Oktober 2015 für Hertha BSC, womit sie zwei Spielzeiten lang für denselben Verein zum Einsatz gekommen waren. Raffael, Anhänger der Glaubensgemeinschaft der Zeugen Jehovas, ist verheiratet, hat zwei Söhne und Zwillingstöchter. Im März 2020 nahm er per Einbürgerung die deutsche Staatsangehörigkeit an.